# Adi Rocha
Adi Rocha Sobrinho Filho (n. 15 decembrie 1985, Maranhão, Brazilia), cunoscut sub numele de Adi, este un fotbalist brazilian retras din activitate.

## Carieră

### Energie Cottbus
Adi transferat la Energie Cottbus de la Austria Kärnten în perioada de transferuri din iarna lui 2009 după ce marcase 10 goluri în 17 meciuri. Sobrinho nu a putut să joace în Bundesliga germană din cauza unei leziuni după ce s-a accidentat în primul său meci. Contractul a fost reziliat la finalul sezonului 2010-11, după aproape doi ani în care nu jucase nici un meci.

### Concordia Chiajna
Adi a mers în Liga I la Concordia Chiajna pentru a-și reporni cariera. Nu este împiedicat de problemele de la genunchi, el a avut mult succes la Chiajna, marcând 8 goluri în 15 meciuri, pentru a-și ajuta echipa să evite retrogradarea în Liga II.

### Steaua București
În mai 2012 Adi a fost adus la Steaua București de către fostul său manager de la Concordia Chiajna Laurențiu Reghecampf.

## Statistici
| Echipă            | Sezon         | Ligă    | Ligă   | Cupă    | Cupă   | Europa  | Europa | Total   | Total  |
| Echipă            | Sezon         | Meciuri | Goluri | Meciuri | Goluri | Meciuri | Goluri | Meciuri | Goluri |
| ----------------- | ------------- | ------- | ------ | ------- | ------ | ------- | ------ | ------- | ------ |
| LASK Linz         |               |         |        |         |        |         |        |         |        |
| 2007–08           | 19            | 2       | 0      | 0       | 0      | 0       | 19     | 2       |        |
| Total             | Total         | 19      | 2      | 0       | 0      | 0       | 0      | 19      | 2      |
| Austria Kärnten   |               |         |        |         |        |         |        |         |        |
| 2008–09           | 17            | 10      | 0      | 0       | 0      | 0       | 17     | 10      |        |
| Total             | Total         | 17      | 10     | 0       | 0      | 0       | 0      | 17      | 10     |
| Energie Cottbus   |               |         |        |         |        |         |        |         |        |
| 2008–09           | 1             | 0       | 0      | 0       | 0      | 0       | 1      | 0       |        |
| 2009–10           | 0             | 0       | 0      | 0       | 0      | 0       | 0      | 0       |        |
| 2010–11           | 0             | 0       | 0      | 0       | 0      | 0       | 0      | 0       |        |
| Total             | Total         | 1       | 0      | 0       | 0      | 0       | 0      | 1       | 0      |
| Concordia Chiajna |               |         |        |         |        |         |        |         |        |
| 2011–12           | 15            | 8       | 0      | 0       | 0      | 0       | 15     | 8       |        |
| Total             | Total         | 15      | 8      | 0       | 0      | 0       | 0      | 15      | 8      |
| Steaua București  |               |         |        |         |        |         |        |         |        |
| 2012–13           | 9             | 6       | 0      | 0       | 5      | 3       | 14     | 9       |        |
| Total             | Total         | 9       | 6      | 0       | 0      | 5       | 3      | 14      | 9      |
| Total carieră     | Total carieră | 61      | 26     | 0       | 0      | 5       | 3      | 66      | 29     |